# 1702 au Canada
Pour un article plus général, voir Chronologie du Canada.
Cet article traite des événements qui se sont produits durant l'année 1702 au Canada.

## Événements
- 1er mars : Sébastien Le Gouès est nommé commandant de Saint-Pierre-et-Miquelon où il arrive le 25 juillet[1]
- 1er avril : François de Beauharnais de La Boëche est nommé intendant de la Nouvelle-France. Il arrive à Québec le 29 août[2]. Son prédécesseur Jean Bochart de Champigny lui remet son autorité le 5 octobre avant son départ pour la France[3].

- 15 mai : l’Angleterre et les Pays-Bas déclarent officiellement la guerre à la France et à l’Espagne (Guerre de Succession d’Espagne)[4]. Début de la deuxième guerre intercoloniale. Les hostilités commencent entre colons français et anglais en Acadie (1703), entre colons anglais de Caroline et espagnols de Floride.

- 7 octobre : deux navires anglais attaquent Saint-Pierre et Miquelon. Le lendemain, les français commandés par Sébastien Le Gouès doivent se rendre n’ayant que 25 armes à feu à leur opposer[1].

- 23 octobre : concession de la Seigneurie de Vaudreuil à Philippe de Rigaud de Vaudreuil et de la Seigneurie de Soulanges à Pierre-Jacques de Joybert de Soulanges[5].
- Novembre : le Français Charles Juchereau de Saint-Denis construit une tannerie sur la rivière Ohio près de l’actuelle ville de Cairo, Illinois. Il meurt de la variole[6].

- Fondation canonique de Saint-Antoine-de-Tilly près de Québec sur la rive sud[7].

## Naissances
- 21 mai : John Rous, corsaire anglais en Nouvelle-Écosse († 3 avril 1760).
- Michel de Gannes de Falaise, militaire († 1752).
- Joseph Brossard, résistant acadien († 1765).

## Décès
- Henri Nouvel, missionnaire jésuite (° 1624).
- 20 août : Germain Morin, premier prêtre né en Nouvelle-France (° 1642).
- 20 septembre : Charles Aubert de La Chesnaye, homme d'affaires (° 12 février 1632).